# Voleibol de praia nos Jogos Pan-Americanos Júnior
O voleibol de praia  será integrado ao programa da I edição dos  Jogos Pan-Americanos Juniores , incialmente prevista para ocorrer no período de 5 a 19 de junho de 2021, e em virtude da Pandemia de COVID-19, houve adiamento dos Jogos Olímpicos de Verão de 2020 para o período de 23 de julho a 8 de agosto de 2021 e dos Jogos Paralímpicos de Verão de 2020 para o período de 24 de agosto a 5 de setembro, diante desses fatos a PanAm Sports divulgou em 13 de agosto de 2020, o adiamento das competições para os dias 9 e 19 de setembro, devido ao novo calendário de ambos eventos. Na data de 13 de maio de 2021, a PanAm Sports e o Comitê Olímpico Colombiano tornou público o segundo adiamento dos jogos, previsto para 25 de novembro a 5 de dezembro de 2021, alegando-se maior prazo para imunização dos grupos prioritários nos países participantes. O objetivo da realização do evento é a preparação de atletas jovens para os Jogos Olímpicos de Verão de 2024.

## Eventos
| Eventos   | 21 |
| --------- | -- |
| Masculino | d  |
| Feminino  | d  |